# جيرالد غيراغتي
جيرالد غيراغتي (بالإنجليزية: Gerald Geraghty)‏ هو كاتب سيناريو أمريكي، ولد في 10 أغسطس 1906 في روشفيل في الولايات المتحدة، وتوفي في 8 يوليو 1954 في شمال هوليوود ‏ في الولايات المتحدة.

## وصلات خارجية
- جيرالد غيراغتي على موقع IMDb (الإنجليزية)
- جيرالد غيراغتي على موقع ألو سيني (الفرنسية)
- جيرالد غيراغتي على موقع أول موفي (الإنجليزية)
- جيرالد غيراغتي على موقع قاعدة بيانات الأفلام السويدية (السويدية)
- جيرالد غيراغتي على موقع قاعدة بيانات الفيلم (الإنجليزية)
- جيرالد غيراغتي على موقع كينوبويسك (الروسية)